# Eine Kindheitserinnerung des Leonardo da Vinci
Eine Kindheitserinnerung des Leonardo da Vinci (en original alemany, Un record d'infantesa de Leonardo da Vinci, en català) és una obra del pare de la psicoanàlisi, Sigmund Freud.
Es publicà per primera vegada l'any 1910 a Leipzig i Viena per Deuticke Verlag ([[{{{2}}}]] ([[:Deuticke Verlag:{{{2}}}|Deuticke Verlag]]) en el 7 Quadern d'Escrits de psicologia aplicada, editat per Franz Deuticke.

## El llibre de Freud
En aquest assaig, Freud intenta explorar l'inconscient de Leonardo da Vinci, tot relacionant-hi el seu destí instintiu, la seua creativitat artística i els obstacles a la seua expressió, sobretot des del punt de vista de l'inacabament de les seues obres d'art i la seua vida amorosa i sexual.

### Història del llibre

Leonardo da Vinci, La Verge i l'infant amb santa Anna

Freud comença a interessar-se per Leonardo da Vinci el 1898 (Carta a Fliess del 9 d'octubre del 1898). Deu anys més tard, quan torna d'Amèrica, li parla a Carl Gustav Jung del seu "descobriment" sobre el tema "d'aquest geni del Renaixement" (Carta a C. G. Jung del 17 d'octubre del 1909), i comença llavors a escriure'n el llibre. Va ser particularment influenciat per la lectura de la novel·la russa sobre Leonardo da Vinci de Dmitri Merejkovski, la traducció alemanya de la qual va aparéixer el 1903, per Roudinesco i Plon.

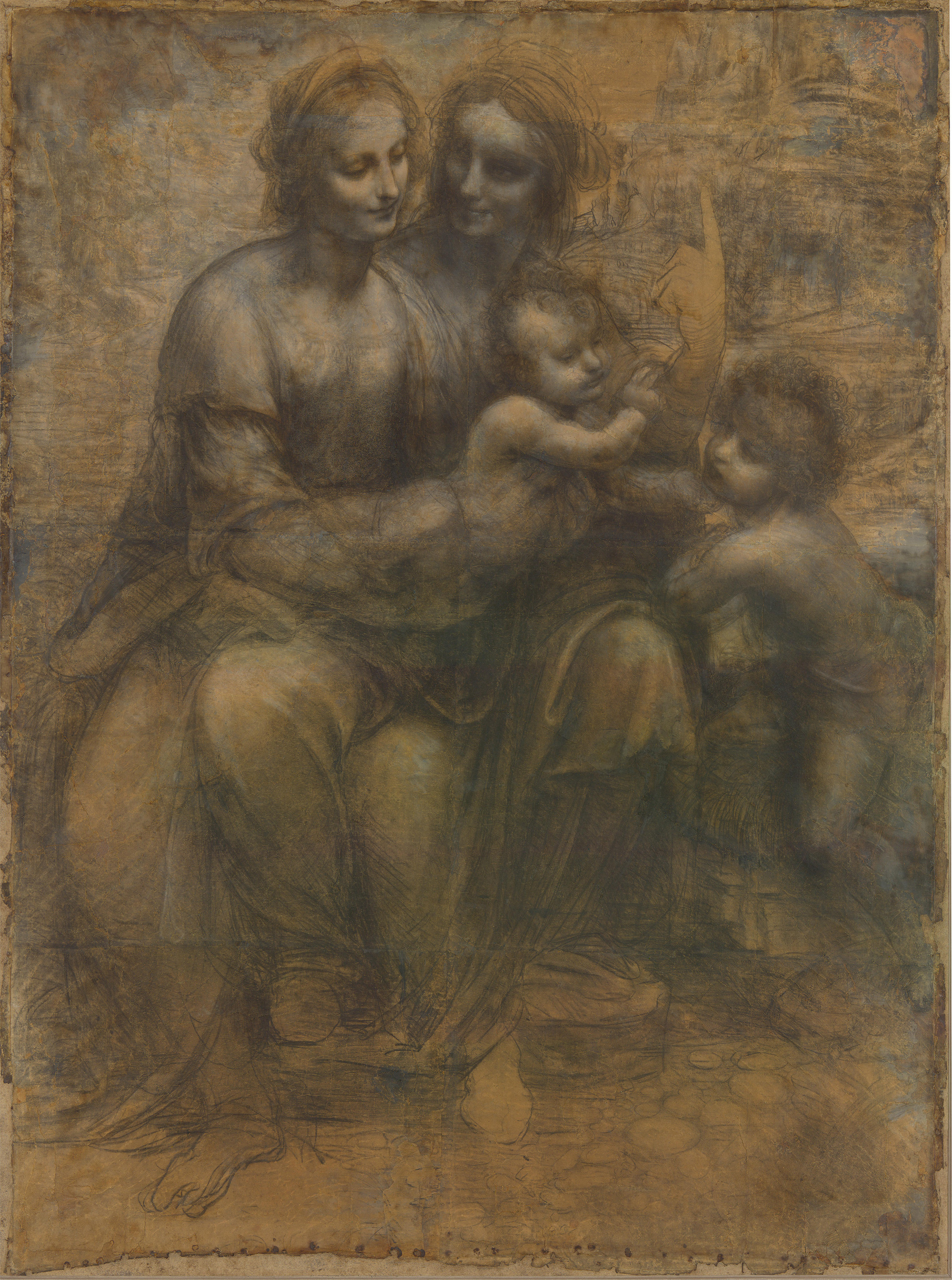
La Mare de Déu i l'infant amb sta. Anna i st. Joan Baptista

Freud en basa l'anàlisi en la pintura de La  Mare de Déu i l'infant amb sta. Anna i st. Joan Baptista al Louvre, no sense fer alguns afegits importants més tard en el seu llibre de l'any 1919, la discussió de la interpretació d'Oskar Pfister del "voltor" en la "imatge d'endevinalla inconscient", i en la del 1923 sobre la comparació amb el famós La Mare de Déu i l'infant amb santa Anna i sant Joan Baptista de la National Gallery de Londres.

### Edicions

#### Primera publicació
- 1910: Eine Kindheitserinnerung des Leonardo da Vinci, Leipzig i Viena, Franz Deuticke (Schriften zur angewandten Seelenkunde, 7é Quadern)

### Pla del llibre (en la traducció de Gallimard) i descripció dels capítols
1. L'atracció dels ocells, pròleg de Jean-Bertrand Pontalis
2. Nota introductòria
3. Un record d'infantesa de Leonardo da Vinci:
  1. Capítol I: Freud tracta sobre l'oposició impulsiva en Leonardo entre la recerca científica i l'obra creada del pintor en relació amb Tres destins de la recerca sexual infantil: inhibició, obsessió, sublimació. Contrasta la inhibició en l'activitat pictòrica de l'artista, que es manifesta per una lentitud de realització, i l'excessiva inversió en recerca de l'estudiós. En el primer capítol Freud escriu sobre Leonardo: "La libido s'escapa de la repressió, se sublima des del principi en curiositat intel·lectual".
  2. Capítol II: ací trobem la fantàstica interpretació freudiana del "voltor" relacionat amb la mitologia, amb l'error de traducció contingut (un "voltor" en comptes d'un "milà").
  3. Capítol III: segons Freud, la fantasia de la fel·lació expressada en la memòria infantil de Leonardo correspon a "un tipus particular d'homosexualitat en què el subjecte s'identifica amb la seua mare per estimar-se els joves, objecte de la seua elecció homosexual". Molt abans de la Introducció del narcisisme (1914), Freud reflexionà sobre "l'elecció narcisista".
  4. Capítol IV: Freud vincula la seua anàlisi del somriure de La Gioconda amb el record relatiu a la mare.
  5. Capítol V: Freud veu en "l'oposició de Leonardo al seu pare […] l'origen del seu coratge de recerca, contra l'autoritat religiosa en particular".
  6. Capítol VI: La conclusió es refereix al "treball creatiu" i al "paper de l'atzar".
4. Apèndix: Dos avisos de Jean-Pierre Maïdani-Gérard:
I . Sobre el tema iconogràfic de santa Anna Metterza
II . El context de la "memòria de la infantesa" segons els manuscrits originaris
5. Bibliografia
6. Índex

## La "fantasia del voltor" de Leonardo

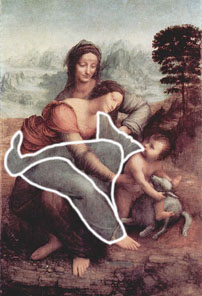
El "voltor", la cua del qual toca la boca del xiquet, identificat per Freud

Freud va trobar l'element que buscava en els Quaderns de Leonardo da Vinci, en què expressava el seu interés pel vol dels ocells, que associà amb un record de la primera infantesa:
| « | Il semble qu'il m'était déjà assigné auparavant de m'intéresser aussi fondamentalement au vautour, car il me vient à l'esprit comme tout premier souvenir qu'étant encore au berceau, un vautour est descendu jusqu'à moi, m'a ouvert la bouche de sa queue et, à plusieurs reprises, a heurté mes lèvres de cette même queue. (Sembla que abans ja m'havien assignat un interés fonamental pel voltor, perquè em ve al cap com a primer record que, mentre encara era al bressol, un voltor baixà cap a mi, em va obrir la boca amb la cua i, diverses vegades, em colpejà els llavis amb la seua cua.) | » |

Freud "aleshores decideix sotmetre aquesta "fantasia del voltor en Leonardo" a una escolta psicoanalítica".

### Voltor o milà?
Freud podria haver estat víctima d'un error de traducció, que fou destacat per un especialista en el Renaixement italià en la revista Burlington Magazine for Connoisseurs ja l'any 1923: l'ocell de què parlava Leonardo da Vinci no era un voltor, sinó un milà (nibbio en toscà).
Roudinesco i Plon informen de l'observació de Jean-Bertrand Pontalis en el pròleg: "Fou especialment necessari que el gran historiador de l'art Meyer Schapiro publicàs l'estudi Leonardo i Freud perquè la comunitat psicoanalítica s'agitàs".

### La interpretació freudiana
Freud fa un llarg desenvolupament sobre la figura materna associada al voltor com en el mite egipci de Mout (proper de Mutter, 'mare' en alemany). Segons Roudinesco i Plon, la interpretació de Freud és: "Da Vinci s'havia tornat sexualment inactiu o homosexual després de convertir la seua sexualitat inacabada (infantil) en un impuls de coneixement".

### Lectures i anàlisis crítiques
Un record d'infantesa de Leonardo da Vinci de Freud no ha parat de provocar crítiques i interpretacions d'altres autors que comenten la interpretació de Freud o pretenen continuar la seua anàlisi.
Alguns exemples (1980):
- En recomanar "la relectura de Freud a França" en "fragments novel·lístics per a ser desconstruïts pel plaer d'una exegesi imitant el procés freudià", l'acadèmic i filòleg nord-americà Tom Conley "diapositiva" sobre el tema de la fel·lació i la coda associant per al·literació o assonància el Geier freudià (voltor) amb "l'anàleg gairebé especular, Glied (en alemany) per al sexe masculí.
- En el seu treball molt ben documentat, Jean-Pierre Maïdani Gérard té en compte "la fantasmagoria" de la interpretació psicoanalítica freudiana de "voltor" per "milà" (nibbio) considerant-ho "amb respecte històric".[8]
- En la perspectiva de la ressenya Terres de femmes, Angèle Paoli enllaça la interpretació d'un Freud que, amb el seu estudi sobre l'homosexualitat de Leonardo, redescobreix les seues "perspectives teòriques pròpies", i la importància que subratlla de les figures femenines del quadre de santa Anna del Louvre.[9]
- René Pommier, en Freud i Leonardo da Vinci - Quan un boig desxifra un gegant (2014), denuncia "bastides grandioses freudianes" que, segons ell, no tenen cap base científica.[10]